# La Grande Peinture (téléfilm)
Pour plus de détails, voir Fiche technique et Distribution.
La Grande Peinture est un téléfilm réalisé par Laurent Heynemann en 2012 et diffusé en 2013 sur France 3.
Il s'agit du second scénario du duo Chevallier et Laspalès mis à l'écran, après Ça n'empêche pas les sentiments.

## Synopsis
La propriétaire d'une galerie d'art contemporain engage son ex-mari ou ancien amant en tant que responsable des achats et de ventes de toiles de peinture. La galerie écoule alors des toiles de Clouste, un peintre récemment disparu. Mais un acheteur russe arrive et réclame des toiles d'un peintre vivant d'origine africaine encore méconnu. En revenant de l'atelier de ce dernier, le revendeur s'arrête dormir dans une auberge de la campagne corrézienne où il se heurte à un éleveur de poules qui avoue être lui-même peintre amateur.

## Critique
Cette comédie est une satire du milieu de la peinture contemporaine, que ce soit les peintres, les acheteurs ou les galeristes.

## Fiche technique
- Titre : La Grande Peinture
- Réalisateur : Laurent Heynemann
- Scénario : Philippe Chevallier et Régis Laspalès
- Adaptation et dialogues : Gérard Jourd'hui et Anne Andrei
- Producteurs : Gérard Jourd'hui et Gaëlle Girre
- Sociétés de production : JM Productions, avec la participation de France Télévisions, du Centre national de la cinématographie et de TV5 Monde
- Musique du film : Louis Dunoyer de Segonzac
- Opérateur son : Dominique Levert
- Monteur son : Ludovic Escallier
- Directeur de la photographie : Bruno Privat
- Pays d'origine : France
- Genre : Comédie
- Durée : 1h18
- Date de diffusion : 23 février 2013 sur France 3

## Distribution
- Philippe Chevallier : Pierre-Charles Fayolle
- Régis Laspalès : André Settemer dit « Le Dédé » / Anabouboulou Settemer
- Chantal Ladesou : Elisabeth Phlute, la propriétaire de la galerie
- Manuel Le Lièvre : Jérémie, employé de la galerie
- Jean-Claude Dauphin : Ministre de la culture
- Nathalie Spitzer : Mademoiselle Latour, secrétaire du ministre
- Eddy Mitchell : Monsieur Pisse-coup, conseiller en placement
- Alexandre Aubry : Pétrovitch, milliardaire russe
- Eric Hémon : Petrovich, secrétaire russe
- Bruno Chapelle : aubergiste
- Manon Simier : Britney, la fille de l'aubergiste
- Alain Azerot : M'Bouala Durand
- Fifi Scott : la femme de Durand
- Pierre Saintons : professeur N'Dialo
- Magaly Godenaire : présentatrice de la météo et du journal télévisé
- Christophe Lemaître : le mari de la présentatrice
- Catherine Benguigui : journaliste presse
- Eric Mariotto : le concierge de l'hôtel
- Jean-Jacques Moreau : un touriste
- Odile Roire : la femme du touriste